# بانة زير
بانة زير هي قرية في مقاطعة سردشت، إيران. يقدر عدد سكانها بـ 205 نسمة بحسب إحصاء 2016.